# Steleoneura minuta
Steleoneura minuta är en tvåvingeart som beskrevs av Yang Longlong och Chao Chienming 1990. Steleoneura minuta ingår i släktet Steleoneura och familjen parasitflugor. Inga underarter finns listade i Catalogue of Life.